# El Cortés
El Cortés es una localidad del estado mexicano de Guerrero. Es parte del municipio de San Marcos.

## Demografía
| Gráfica de evolución demográfica |
|                                  |

| Censo | Población |
| ----- | --------- |
| 1900  | 45        |
| 1910  | 172       |
| 1921  | 49        |
| 1930  | 29        |
| 1940  | 109       |
| 1950  | 315       |
| 1960  | 476       |
| 1970  | 507       |
| 1980  | 752       |
| 1990  | 556       |
| 2000  | 1 209     |
| 2010  | 1 242     |
| 2020  | 1 159     |